# トゥームストーン (映画)
『トゥームストーン』（原題: Tombstone）は、1993年制作のアメリカ合衆国の西部劇映画。

## 概要
世に言う「OK牧場の決闘」と、それに関連する抗争を題材にした西部劇映画。
トゥームストーンの町を主な舞台に、アープ兄弟と無法者集団「カウボーイズ」との抗争が描かれている。ジョージ・P・コスマトス監督。ワイアット・アープはカート・ラッセル、ドク・ホリデイはヴァル・キルマーが演じた。中盤で「OKコラル銃撃戦」を描き、その後のヴァージル・アープ闇討事件、モーガン・アープ殺害事件を経て、ツーソン駅構内でのワイアットによるフランク・スティルウェル殺害と報復開始宣言から「カウボーイズ」の殲滅までが描かれている。
アクションを重視した娯楽作品だが、史実に基づく設定（完全に忠実というわけではなく演出的な変更はある）に、こだわって作られている。
同一事件を描く従来の作品では、クラントン一家を敵役とし、両者の抗争の決着をOK牧場での決闘でつける、というストーリー形式のものが多い。史実は、クラントン一家をメンバーに含む集団とアープ一家との政治的背景を伴う対立が、OKコラル近辺の写真館横の空き地で半ば突発的に起こった銃撃戦を契機に、実力行使状態に陥り、闇討の殺害事件を経て、それぞれ別の保安官資格をもつ両者が互いに相手集団を無法者呼ばわりして法執行の名のもとに付け狙うという異常事態に発展したのが真相である。初めて史実の流れに基いて作られた映画がジョン・スタージェス監督の『墓石と決闘』で、それ以降に同事件を題材として作られる映画は、史実の流れに基づいたストーリーの組立をおこなっている作品が多い。
本作品では、「カウボーイズ」のリーダー格としてカーリー・ビル・ブロシャスとジョニー・リンゴをクローズアップしている。OKコラル銃撃戦に居合わせなかった両者それぞれとの決戦は、アイアン・スプリングスでのカーリービル一味の待ち伏せ事件と、オークグローブでのリンゴとドク・ホリディとの決闘として描かれており、これをもって作品全体のクライマックスとしている。
作品冒頭のナレーションはロバート・ミッチャムが担当しており、そこで流れる映像は映画史上最初の西部劇と言われている『大列車強盗』を意識したものとなっている。
ビリー・クレイボーン役で、ワイアット・アープ三世がカメオ出演している。

## キャスト
※括弧内は日本語吹替。
- ワイアット・アープ - カート・ラッセル（津嘉山正種）

保安官。疲弊しきっている妻のために前の仕事をやめてトゥームストーンに来た。丸腰でありながらガンマンを威圧する威厳を持つ。
- ドク・ホリデイ - ヴァル・キルマー（安原義人）

悪党。ワイアットの旧友。ギャンブラーでもあり一流のガンマン。酒場の用心棒もやっている。しかし、肺を病んでいる。
- ヴァージル・アープ - サム・エリオット（筈見純）

ワイアットの兄。
- モーガン・アープ - ビル・パクストン（大滝進矢）

ワイアットの弟。
- カーリー・ビル - パワーズ・ブース（田中正彦）

一味を率いている男。薬物を使っている。
- リンゴ・キッド - マイケル・ビーン（金尾哲夫）

ガンマン。血も涙もないとされる。
- ジョセフィーン・マーカス - ダナ・デラニー（土井美加）

舞台女優。トゥームストーンで出会ったワイアットに惹かれる。
- ビッグ・ノーズ・ケイト - ジョアンナ・パクラ（塩田朋子）

ドクの恋人。銃を扱える。
- ヘンリー・フッカー - チャールトン・ヘストン（糸博）

牧場主。
- ビリー・ブレッキンリッジ - ジェイソン・プリーストリー（宮本充）
- ジョン・ビーハン - ジョン・テニー（有本欽隆）

郡保安官。しかし悪党を抑え込む力はない。収税吏でもある。
- ジョン・クラム - テリー・オクィン（稲葉実）

市長。
- アイク・クラントン - スティーヴン・ラング（峰恵研）

クラントン兄弟の一人。ドクとのポーカーゲームでイカサマしたと突っかかる。
- ビリー・クラントン - トーマス・ヘイデン・チャーチ（中田和宏）

クラントン兄弟の一人。
- マッティ・アープ - ダナ・ウィーラー＝ニコルソン（相沢恵子）

ワイアットの妻。
- アリー・アープ - ポーラ・マルコムソン

ヴァージルの妻。
- ルイーザ・アープ - リサ・コリンズ

モーガンの妻。
- シャーマン・マクマスターズ - マイケル・ルーカー（天田益男）
- フレッド・ホワイト - ハリー・ケリー・ジュニア（滝雅也）

執行官。ビルに撃ち殺される。
- ファビアン - ビリー・ゼイン（磯部弘）

ジョセフィーンと一緒にトゥームストーンに来た男。
- バーンズ - ジョン・コーベット（中田和宏）
- フランク・スティルウェル - トーマス・アラナ（天田益男）
- フランク・マクローリー - ロバート・ジョン・バーク
- ジョニー・タイラー - ビリー・ボブ・ソーントン（塩屋浩三）

ギャンブラー。
- エド・ベイリー - フランク・スタローン（稲葉実）

ギャンブラー。
- ナレーター - ロバート・ミッチャム（有本欽隆）

## 関連作品
- 荒野の決闘
- OK牧場の決斗
- ワイアット・アープ (1994年の映画)